# Atlanta Hawks 1972-1973
La stagione 1972-73 degli Atlanta Hawks fu la 24ª nella NBA per la franchigia.
Gli Atlanta Hawks arrivarono secondi nella Central Division della Eastern Conference con un record di 46-36. Nei play-off persero la semifinale di conference con i Boston Celtics (4-2).

## Roster
| N° | Naz.                   | Ruolo | Sportivo         | Anno | Alt. | Peso |
| -- | ---------------------- | ----- | ---------------- | ---- | ---- | ---- |
| 3  | Stati Uniti (bandiera) | GA    | Herm Gilliam     | 1946 | 191  | 86   |
| 8  | Stati Uniti (bandiera) | C     | Walt Bellamy     | 1939 | 211  | 102  |
| 10 | Stati Uniti (bandiera) | A     | Don Adams        | 1947 | 198  | 95   |
| 12 | Stati Uniti (bandiera) | AC    | Jim Washington   | 1943 | 198  | 95   |
| 20 | Stati Uniti (bandiera) | G     | Steve Bracey     | 1950 | 185  | 79   |
| 22 | Stati Uniti (bandiera) | A     | Don May          | 1946 | 193  | 91   |
| 22 | Stati Uniti (bandiera) | A     | John Tschogl     | 1950 | 198  | 93   |
| 23 | Stati Uniti (bandiera) | GA    | Lou Hudson       | 1944 | 196  | 95   |
| 25 | Stati Uniti (bandiera) | AC    | Eddie Mast       | 1948 | 206  | 100  |
| 30 | Stati Uniti (bandiera) | AC    | George Trapp     | 1948 | 203  | 93   |
| 31 | Stati Uniti (bandiera) | C     | Bob Christian    | 1946 | 208  | 116  |
| 33 | Stati Uniti (bandiera) | GA    | John Wetzel      | 1944 | 196  | 86   |
| 42 | Stati Uniti (bandiera) | G     | Jeff Halliburton | 1949 | 196  | 88   |
| 44 | Stati Uniti (bandiera) | G     | Pete Maravich    | 1947 | 196  | 89   |

## Staff tecnico
- Allenatore: Cotton Fitzsimmons
- Vice-allenatore: Bumper Tormohlen